# Ostseepokal (Fußball)
Der Ostseepokal, auch Ostsee-Pokal, war ein internationales Fußballturnier, das parallel zur Ostseewoche in den Jahren 1958 bis 1962 stattfand. Das Turnier hatte zum Ziel, die Präsenz der Deutschen Demokratischen Republik im internationalen Fußball zu steigern. Beteiligt waren neben deutschen Vertretern insbesondere Klub- und Stadtauswahl-Mannschaften anderer Ostsee-Anrainer, aber auch Mannschaften aus Norwegen und Ungarn sowie der Tschechoslowakei. Die Eröffnungs- und Schlussreden hielt zumeist Karl Mewis, der als Initiator der Ostseewoche gilt.

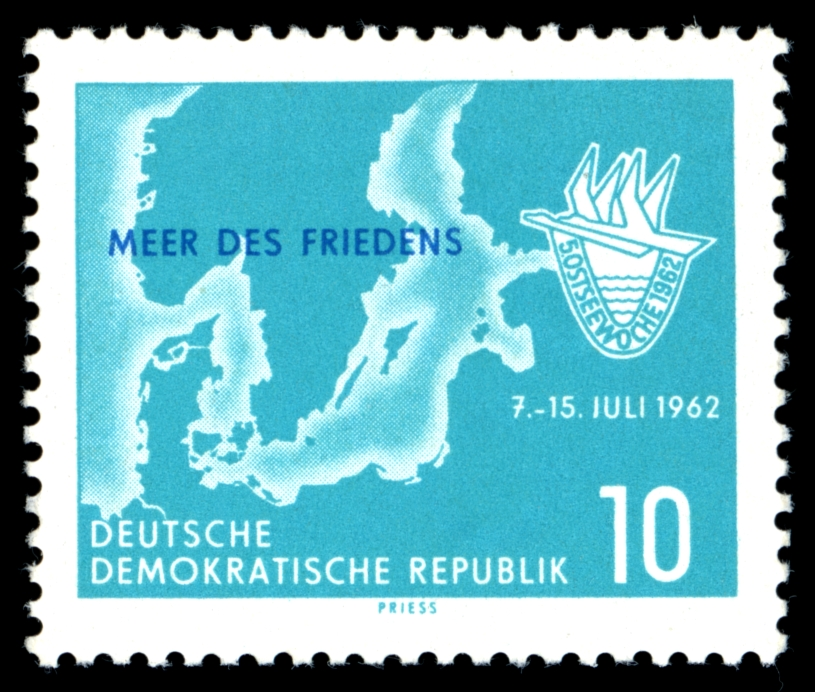
Briefmarke der DDR zur Ostseewoche 1962

## 1958
Der Ostseepokal 1958 fand von 5. Juli bis 13. Juli statt. Das Turnier stand unter der Losung Die Ostsee muß ein Meer des Friedens werden – folgt unserer Einladung, kommt zu uns in die Deutsche Demokratische Republik, feiert mit uns ein Fest der Freundschaft, des Friedens, der Verständigung, gegen Atomrüstung und einen neuen Krieg.

### Vorrunde

#### Gruppe West
|                      | Ergebnis   |                       |
| -------------------- | ---------- | --------------------- |
| SC Empor Rostock     | (1)2:0 (1) | Stadtauswahl Helsinki |
| Stadtauswahl Stettin | 3:1        | Stadtauswahl Helsinki |
| SC Empor Rostock     | 5:1        | Odense BK             |
| Odense BK            | 2:1        | Stadtauswahl Helsinki |
| SC Empor Rostock     | 2:0        | Stadtauswahl Stettin  |
| Odense BK            | 3:0        | Stadtauswahl Stettin  |

Spielorte: Rostock, Schwerin, Wismar
| Pl. | Verein                   | Sp. | S | U | N | Tore    | Diff. | Punkte |
| --- | ------------------------ | --- | - | - | - | ------- | ----- | ------ |
| 1.  | SC Empor Rostock         | 3   | 3 | 0 | 0 | 009:100 | +8    | 06:0   |
| 2.  | Odense BK                | 3   | 2 | 0 | 1 | 006:600 | ±0    | 04:20  |
| 3.  | Stadtauswahl Stettin (2) | 3   | 1 | 0 | 2 | 003:600 | −3    | 02:40  |
| 4.  | Stadtauswahl Helsinki    | 3   | 0 | 0 | 3 | 002:700 | −5    | 0:60   |

#### Gruppe Ost
|                     | Ergebnis          |                     |
| ------------------- | ----------------- | ------------------- |
| Dünamo Tallinn      | 2:0               | Raufoss IL          |
| Stadtauswahl Danzig | 3:1               | Landskrona BoIS     |
| Dünamo Tallinn      | 0:2               | Stadtauswahl Danzig |
| Dünamo Tallinn      | 0:2               | Landskrona BoIS     |
| Stadtauswahl Danzig | 5:0               | Raufoss IL          |
| Raufoss IL          | nicht ausgetragen | Landskrona BoIS     |

Spielorte: Greifswald, Heringsdorf, Bergen
| Pl. | Verein                  | Sp. | S | U | N | Tore    | Diff. | Punkte |
| --- | ----------------------- | --- | - | - | - | ------- | ----- | ------ |
| 1.  | Stadtauswahl Danzig (3) | 3   | 3 | 0 | 0 | 010:100 | +9    | 06:0   |
| 2.  | Landskrona BoIS         | 2   | 1 | 0 | 1 | 003:300 | ±0    | 02:20  |
| 3.  | Dünamo Tallinn          | 3   | 1 | 0 | 2 | 002:400 | −2    | 02:40  |
| 4.  | Raufoss IL              | 2   | 0 | 0 | 2 | 000:700 | −7    | 0:40   |

### Spiel um Platz 3
| Dritter   | Vierter         | Ergebnis  | Tore | Schiedsrichter | Spielort                    | Zuschauer |
| --------- | --------------- | --------- | --- | -------------- | --------------------------- | --------- |
| Odense BK | Landskrona BoIS | 4:2 (2:0) | 1:0 Brunner (38.), 2:0 Christensen (42.), 2:1 Bengson (54.), 3:1 Christensen (55.), 3:2 Peterson (58.), 4:2 Misser (60.) | Köhler         | Kurt-Bürger-Stadion, Wismar | 2500      |

### Finale
| Sieger           | Zweiter             | Ergebnis  | Tore                                    | Schiedsrichter | Spielort               | Zuschauer |
| ---------------- | ------------------- | --------- | --------------------------------------- | -------------- | ---------------------- | --------- |
| SC Empor Rostock | Stadtauswahl Danzig | 2:0 n. V. | 1:0 Holtfreter (94.), 2:0 Bialas (108.) | Pätniami       | Ostseestadion, Rostock | 30.000    |

## 1959
Der Ostseepokal 1959 wurde zwischen dem 27. Juni und dem 5. Juli ausgetragen. Das Turnier stand unter der Losung Durch Sport zur Freundschaft und durch Freundschaft zum Frieden.

### Vorrunde

#### Gruppe West
|                  | Ergebnis    |                |
| ---------------- | ----------- | -------------- |
| SC Empor Rostock | (1) 4:1 (1) | Lechia Gdansk  |
| Lillestrøm SK    | (2) 4:1 (2) | Trelleborgs FF |
| SC Empor Rostock | 3:0         | Trelleborgs FF |
| SC Empor Rostock | (3) 6:2 (3) | Lillestrøm SK  |
| Lechia Gdansk    | 4:0         | Lillestrøm SK  |
| Lechia Gdansk    | 6:0         | Trelleborgs FF |

| Pl. | Verein           | Sp. | S | U | N | Tore    | Diff. | Punkte |
| --- | ---------------- | --- | - | - | - | ------- | ----- | ------ |
| 1.  | SC Empor Rostock | 3   | 3 | 0 | 0 | 013:300 | +10   | 06:0   |
| 2.  | Lechia Gdansk    | 3   | 2 | 0 | 1 | 011:400 | +7    | 04:20  |
| 3.  | Lillestrøm SK    | 3   | 1 | 0 | 2 | 006:110 | −5    | 02:40  |
| 4.  | Trelleborgs FF   | 3   | 0 | 0 | 3 | 001:130 | −12   | 0:60   |

#### Gruppe Ost
|                            | Ergebnis    |                            |
| -------------------------- | ----------- | -------------------------- |
| SC Motor Jena              | (4) 2:1 (4) | Zawisza Bydgoszcz          |
| Arbeitsreserven Leningrad  | (5) 4:0 (5) | Kotkan Työväen Palloilijat |
| SC Motor Jena              | 2:1         | Kotkan Työväen Palloilijat |
| SC Motor Jena              | 0:1         | Arbeitsreserven Leningrad  |
| Arbeitsreserven Leningrad  | 0:1         | Zawisza Bydgoszcz          |
| Kotkan Työväen Palloilijat | 4:5         | Zawisza Bydgoszcz          |

| Pl. | Verein                     | Sp. | S | U | N | Tore    | Diff. | Punkte |
| --- | -------------------------- | --- | - | - | - | ------- | ----- | ------ |
| 1.  | Arbeitsreserven Leningrad  | 3   | 2 | 0 | 1 | 005:100 | +4    | 04:20  |
| 2.  | Zawisza Bydgoszcz          | 3   | 2 | 0 | 1 | 007:600 | +1    | 04:20  |
| 3.  | FC Carl Zeiss Jena         | 3   | 2 | 0 | 1 | 004:300 | +1    | 04:20  |
| 4.  | Kotkan Työväen Palloilijat | 3   | 0 | 0 | 3 | 005:110 | −6    | 0:60   |

### Spiel um Platz 3
| Dritter           | Vierter       | Ergebnis  | Tore                                                                               | Schiedsrichter | Spielort                    | Zuschauer |
| ----------------- | ------------- | --------- | ---------------------------------------------------------------------------------- | -------------- | --------------------------- | --------- |
| Zawisza Bydgoszcz | Lechia Gdansk | 4:0 (2:0) | 1:0 Kusz (30., Eigentor), 2:0 Wesolek (35.), 3:0 Rembecki (64.), 4:0 Wesolek (64.) | Köppke         | Kurt-Bürger-Stadion, Wismar | 2.000     |

### Finale
| Sieger                    | Zweiter          | Ergebnis  | Tore                                                          | Schiedsrichter | Spielort               | Zuschauer |
| ------------------------- | ---------------- | --------- | ------------------------------------------------------------- | -------------- | ---------------------- | --------- |
| Arbeitsreserven Leningrad | SC Empor Rostock | 2:1 (0:0) | 1:0 Golobow (60.), 2:0 Mitrofanow (86.), 2:1 Holtfreter (87.) | Östness        | Ostseestadion, Rostock | 30.000    |

## 1960
Der Ostseepokal 1960 wurde zwischen dem 4. Juli und 10. Juli ausgetragen. An dem Turnier sollte als sowjetische Vertretung Baltika Kaliningrad teilnehmen, die jedoch kurzfristig durch den Oberliga-Neuling Chemie Halle ersetzt wurde. Neben dem Ostseepokal trugen Arbeitermannschaften einen Werftpokal aus. Die Gastmannschaft aus dem finnischen Turku wurde ferner von einer Vielzahl an Unterstützern begleitet.

### Vorrunde

#### Gruppe West
|                  | Ergebnis    |                  | Ort          |
| ---------------- | ----------- | ---------------- | ------------ |
| Dynamo Prag      | (1) 1:1 (1) | SC Empor Rostock | Schwerin     |
| Dynamo Prag      | 6:2         | Turku PS         | Heringsdorf  |
| SC Empor Rostock | 1:1         | SC Chemie Halle  | Güstrow      |
| SC Empor Rostock | 2:0         | Turku PS         | Rostock      |
| SC Chemie Halle  | 3:2         | Turku PS         | Grevesmühlen |
| Dynamo Prag      | 1:0         | SC Chemie Halle  | Rostock      |

| Pl. | Verein           | Sp. | S | U | N | Tore    | Diff. | Punkte |
| --- | ---------------- | --- | - | - | - | ------- | ----- | ------ |
| 1.  | Dynamo Prag      | 3   | 2 | 1 | 0 | 008:300 | +5    | 05:10  |
| 2.  | SC Empor Rostock | 3   | 1 | 2 | 0 | 004:200 | +2    | 04:20  |
| 3.  | SC Chemie Halle  | 3   | 1 | 1 | 1 | 003:300 | ±0    | 03:30  |
| 4.  | Turku PS         | 3   | 0 | 0 | 3 | 004:110 | −7    | 0:60   |

#### Gruppe Ost
|                        | Ergebnis |                        | Ort         |
| ---------------------- | -------- | ---------------------- | ----------- |
| BSG Einheit Greifswald | 0:0      | Juniorenauswahl Danzig | Greifswald  |
| SK Sifhälla            | 3:0      | Skeid Oslo             | Warnemünde  |
| Juniorenauswahl Danzig | 1:0      | SK Sifhälla            | Wismar      |
| Skeid Oslo             | 3:2      | BSG Einheit Greifswald | Binz        |
| BSG Einheit Greifswald | 1:2      | SK Sifhälla            | Anklam      |
| Skeid Oslo             | 1:0      | Juniorenauswahl Danzig | Heringsdorf |

| Pl. | Verein                 | Sp. | S | U | N | Tore    | Diff. | Punkte |
| --- | ---------------------- | --- | - | - | - | ------- | ----- | ------ |
| 1.  | SK Sifhälla            | 3   | 2 | 0 | 1 | 005:200 | +3    | 04:20  |
| 2.  | Skeid Oslo             | 3   | 2 | 0 | 1 | 004:500 | −1    | 04:20  |
| 3.  | Juniorenauswahl Danzig | 3   | 1 | 1 | 1 | 001:100 | ±0    | 03:30  |
| 4.  | BSG Einheit Greifswald | 3   | 0 | 1 | 2 | 003:500 | −2    | 01:50  |

### Spiel um Platz 3
| Dritter          | Vierter    | Ergebnis | Tore | Schiedsrichter | Spielort  | Zuschauer |
| ---------------- | ---------- | -------- | ---- | -------------- | --------- | --------- |
| SC Empor Rostock | Skeid Oslo | 2:0      |      |                | Stralsund |           |

### Finale
| Sieger      | Zweiter     | Ergebnis  | Tore | Schiedsrichter | Spielort               | Zuschauer |
| ----------- | ----------- | --------- | --- | -------------- | ---------------------- | --------- |
| Dynamo Prag | SK Sifhälla | 6:1 (3:1) | 0:1 Zetterlund (4.), 1:1 Urban (35.), 2:1 Andrekowicz (38.), 3:1 Andrekowicz (41.) 4:1 Andrekowicz (55.), 5:1 Hovorka (80.), 6:1 Nedvidek (81.) |                | Ostseestadion, Rostock |           |

## 1961
Der Ostseepokal 1961 wurde zwischen dem 9. Juli und 16. Juli ausgetragen. Der Pokal wurde in diesem Jahr von der Ostsee-Zeitung gestiftet. An dem Turnier sollte nach erster Ankündigung als sowjetische Vertretung eine Stadtauswahl Leningrads (zusammengestellt aus Spielern von Zenit und Admiraltejez) teilnehmen, was sich jedoch später als Irrtum erwies. Stattdessen nahm Wolga Kalinin teil. Die Leningrader wurden nie angefragt.

### Vorrunde

#### Staffel 1
|                  | Ergebnis    |                  | Ort            |
| ---------------- | ----------- | ---------------- | -------------- |
| SC Empor Rostock | (1) 2:0 (1) | IFK Helsingborg  | Rostock        |
| Arkonia Szczecin | 5:1         | Satakunnan Piiri | Anklam         |
| SC Empor Rostock | 1:0         | Satakunnan Piiri | Güstrow        |
| Arkonia Szczecin | 0:2         | IFK Helsingborg  | Neubrandenburg |
| SC Empor Rostock | 2:2         | Arkonia Szczecin | Wismar         |
| IFK Helsingborg  | 5:0         | Satakunnan Piiri | Stralsund      |

| Pl. | Verein               | Sp. | S | U | N | Tore    | Diff. | Punkte |
| --- | -------------------- | --- | - | - | - | ------- | ----- | ------ |
| 1.  | SC Empor Rostock     | 3   | 2 | 1 | 0 | 005:200 | +3    | 05:10  |
| 2.  | IFK Helsingborg      | 3   | 2 | 0 | 1 | 007:200 | +5    | 04:20  |
| 3.  | Arkonia Szczecin     | 3   | 1 | 1 | 1 | 007:500 | +2    | 03:30  |
| 4.  | Satakunnan Piiri (2) | 3   | 0 | 0 | 3 | 001:110 | −10   | 0:60   |

#### Staffel 2
|                        | Ergebnis |                        | Ort        |
| ---------------------- | -------- | ---------------------- | ---------- |
| Wolga Kalinin          | 0:0      | BSG Einheit Greifswald | Binz       |
| Skovshoved IF          | 4:3      | Dynamo Prag            | Rostock    |
| Wolga Kalinin          | 2:1      | Dynamo Prag            | Schwerin   |
| BSG Einheit Greifswald | 3:4      | Skovshoved IF          | Teterow    |
| Wolga Kalinin          | 5:1      | Skovshoved IF          | Ribnitz    |
| Dynamo Prag            | 6:0      | BSG Einheit Greifswald | Greifswald |

| Pl. | Verein                 | Sp. | S | U | N | Tore    | Diff. | Punkte |
| --- | ---------------------- | --- | - | - | - | ------- | ----- | ------ |
| 1.  | Wolga Kalinin          | 3   | 2 | 1 | 0 | 007:200 | +5    | 05:10  |
| 2.  | Skovshoved IF          | 3   | 2 | 0 | 1 | 009:110 | −2    | 04:20  |
| 3.  | Dynamo Prag            | 3   | 1 | 1 | 1 | 001:100 | ±0    | 03:30  |
| 4.  | BSG Einheit Greifswald | 3   | 0 | 1 | 2 | 003:100 | −7    | 01:50  |

### Spiel um Platz 3
| Dritter       | Vierter         | Ergebnis  | Tore             | Schiedsrichter | Spielort               | Zuschauer |
| ------------- | --------------- | --------- | ---------------- | -------------- | ---------------------- | --------- |
| Skovshoved IF | IFK Helsingborg | 1:0 (0:0) | 1:0 Kramer (60.) | Haack          | Ostseestadion, Rostock | 2500      |

### Finale
| Sieger           | Zweiter       | Ergebnis  | Tore             | Schiedsrichter | Spielort               | Zuschauer |
| ---------------- | ------------- | --------- | ---------------- | -------------- | ---------------------- | --------- |
| SC Empor Rostock | Wolga Kalinin | 1:0 (0:0) | 1:0 Bialas (65.) | Tyl            | Ostseestadion, Rostock | 25.000    |

## 1962
Der Ostseepokal 1962 wurde zwischen dem 8. Juli und 15. Juli ausgetragen. Als Ehrengast verfolgte Walter Ulbricht, Staatsratsvorsitzender und damit Staatsoberhaupt der DDR, das Turnier. An dem Turnier sollte nach erster Ankündigung mit Lok Stendal eine zweite Oberliga-Mannschaft teilnehmen, stattdessen wurde jedoch Haladás Szombathely aus Ungarn eingeladen.

### Vorrunde

#### Staffel 1
|                      | Ergebnis    |                      | Ort            |
| -------------------- | ----------- | -------------------- | -------------- |
| SC Empor Rostock     | (1) 1:0 (1) | Wisła Krakau         | Rostock        |
| Brønshøj BK          | (2) 5:0 (2) | Stadtauswahl Tampere | Neubrandenburg |
| Stadtauswahl Tampere | 0:4         | Wisła Krakau         | Kühlungsborn   |
| SC Empor Rostock     | (3) 3:0 (3) | Brønshøj BK          | Rostock        |
| SC Empor Rostock     | (4) 4:0 (4) | Stadtauswahl Tampere | Stralsund      |
| Wisła Krakau         | 4:2         | Brønshøj BK          | Ueckermünde    |

| Pl. | Verein               | Sp. | S | U | N | Tore    | Diff. | Punkte |
| --- | -------------------- | --- | - | - | - | ------- | ----- | ------ |
| 1.  | SC Empor Rostock     | 3   | 3 | 0 | 0 | 008:000 | +8    | 06:0   |
| 2.  | Wisła Krakau         | 3   | 2 | 0 | 1 | 008:300 | +5    | 04:20  |
| 3.  | Brønshøj BK          | 3   | 1 | 0 | 2 | 007:700 | ±0    | 02:40  |
| 4.  | Stadtauswahl Tampere | 3   | 0 | 0 | 3 | 000:130 | −13   | 0:60   |

#### Staffel 2
|                     | Ergebnis    |                     | Ort        |
| ------------------- | ----------- | ------------------- | ---------- |
| Zenit Leningrad     | (5) 3:2 (5) | Haladás Szombathely | Schwerin   |
| Nordauswahl         | (6) 5:0 (6) | Greåker IF          | Greifswald |
| Nordauswahl         | 3:2         | Haladás Szombathely | Waren      |
| Zenit Leningrad     | 4:0         | Greåker IF          | Wismar     |
| Haladás Szombathely | 4:1         | Greåker IF          | Binz       |
| Nordauswahl         | 2:1         | Zenit Leningrad     | Greifswald |

| Pl. | Verein              | Sp. | S | U | N | Tore    | Diff. | Punkte |
| --- | ------------------- | --- | - | - | - | ------- | ----- | ------ |
| 1.  | Nordauswahl (7)     | 3   | 3 | 0 | 0 | 010:300 | +7    | 06:0   |
| 2.  | Zenit Leningrad     | 3   | 2 | 0 | 1 | 008:400 | +4    | 04:20  |
| 3.  | Haladás Szombathely | 3   | 1 | 0 | 2 | 008:700 | +1    | 02:40  |
| 4.  | Greåker IF          | 3   | 0 | 0 | 3 | 001:130 | −12   | 0:60   |

### Spiel um Platz 3
| Dritter      | Vierter         | Ergebnis  | Tore                                                                        | Schiedsrichter | Spielort | Zuschauer   |
| ------------ | --------------- | --------- | --------------------------------------------------------------------------- | -------------- | -------- | ----------- |
| Wisła Krakau | Zenit Leningrad | 3:1 (1:1) | 0:1 Dubrowski (4.), 1:1 Studnicki (28.), 2:1 Sykta (52.), 3:1 Kmiecik (57.) | Köpcke         | Teterow  | 2000 / 2500 |

### Finale
| Sieger           | Zweiter     | Ergebnis  | Tore                                                   | Schiedsrichter | Spielort               | Zuschauer       |
| ---------------- | ----------- | --------- | ------------------------------------------------------ | -------------- | ---------------------- | --------------- |
| SC Empor Rostock | Nordauswahl | 3:0 (1:0) | 1:0 Pankau (39.), 2:0 Barthels (48.), 3:0 Madeja (71.) | Obtulovic      | Ostseestadion, Rostock | 18.000 / 25.000 |

## Folgejahre
Obwohl zum Abschluss des Turniers 1962 die erneute Ausrichtung im Folgejahr angekündigt wurde, gab es ab 1963 keinen Ostseepokal im Fußball mehr. Auf Grund der Beteiligung von Empor Rostock bzw. später Hansa Rostock am International Football Cup in den Jahren 1963/64, 1964/65, 1965/66 und 1966/67 wurden die Spiele in diesem europäischen Turnier in den Kontext der Ostseewoche gestellt. Teilweise wurden weitere Gegner eingeladen, wie der FC São Paulo.